# Al-Mu’abbada
Al-Mu’abbada (arab. المعبدة, kurd. Girkê Legê, syr. ܡܥܒܕܗ) – miasto w Syrii, w muhafazie Al-Hasaka, w dystrykcie Al-Malikijja. De facto miasto znajduje się w kantonie Qamişlo, w Regionie Cizîrê będącym częścią Autonomicznej Administracji Północnej i Wschodniej Syrii.
W 2004 liczyło 15 759 mieszkańców.